# Damaso da Celle Ligure
Padre Damaso da Celle Ligure, al secolo Bernardo Maria Testa (Celle Ligure, 26 dicembre 1907 – Genova, 27 marzo 1988), è stato un sacerdote cattolico italiano dell'ordine dei frati minori cappuccini.

## Biografia
Bernardo Maria Testa nacque a Celle Ligure il 26 dicembre 1907. Nel 1922 entrò nel seminario dei cappuccini di Cornigliano, dove, il 14 ottobre 1929, fece la professione solenne dei voti religiosi e assunse il nome di Damaso. Ricevette l'ordinazione sacerdotale il 10 giugno 1933.
Cappellano negli ospedali genovesi Galliera e San Martino, nel 1935 venne trasferito al convento dei cappuccini di Pieve di Teco. Nel 1937 partì missionario per l'Africa Orientale Italiana, diventando parroco della cattedrale di Harar e cappellano della locale struttura ospedaliera. Restò missionario in Etiopia fino alla sconfitta italiana del 1941, e, successivamente, venne internato in un campo di prigionia inglese.
Tornò a Genova nel 1943 e riprese servizio all'ospedale San Martino. Nello stesso anno il cardinale Pietro Boetto, arcivescovo di Genova, lo nominò cappellano dell'Opera Nazionale Assistenza Religiosa e Morale Operai, carica che mantenne fino al 1953. Dal 1951 al 1988 fu vicario dell'arcivescovo di Genova per l'Istituto Giannina Gaslini. Nel 1953 venne nominato secondo segretario del cardinale Giuseppe Siri, divenendone poi anche padre spirituale e confessore. Nel 1956 fondò l'istituto secolare di Santa Caterina da Genova.
Fra gli anni cinquanta  e settanta gestì, come intermediario del cardinale Siri, numerosi contatti fra la curia genovese e alcuni alti esponenti del governo sovietico, i quali avevano manifestato il desiderio di avviare un dialogo riservato al fine di migliorare i rapporti fra Unione Sovietica e Chiesa cattolica.
Il 5 gennaio 1982 divenne commendatore dell'Ordine al merito della Repubblica italiana. Morì a Genova il 27 marzo 1988.